# Adonis Stevenson
Stevenson Adonis (født 22. september 1977 i Port-au-Prince i Haiti), kendt som Adonis Stevenson, er en haitisk- canadisk, professionel bokser. Han har vært WBC letsværvægtverdensmester siden 2013 og tidligere Ring Magazine letsværvægtsmester fra 2013 til 2015. Stevenson er især kendt for sin usædvanlige slagkraft  og hurtige hænder  og var en af de sidste boksere, der blev trænet af Emanuel Steward før hans død.
Han har bemærkelsesværdige sejre over Chad Dawson, Tavoris Cloud, Tony Bellew, Andrzej Fonfara (2 gange), Sakio Bika og Thomas Williams Jr. Han har kun et enkelt nederlag til Darnell Boone som han tabte til den 16. april 2010 i USA.